# Jan Kanty Trzebiński

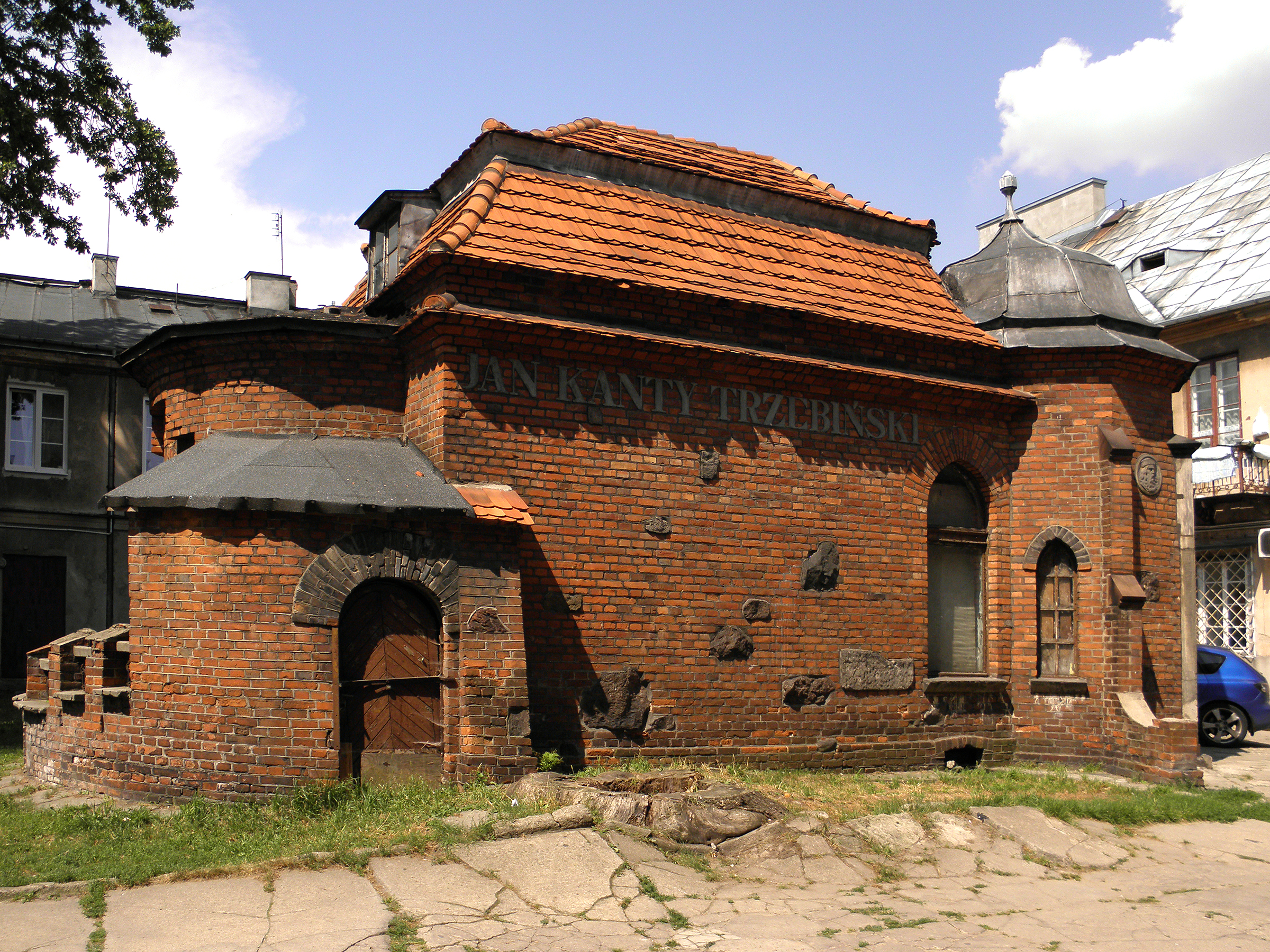
Budynek dawnej drukarni Trzebińskiego w Radomiu

Jan Kanty Rafał Trzebiński (ur. 28 października 1828, zm. 11 czerwca 1899 w Radomiu) – polski drukarz i wydawca, związany z Radomiem.
Kształcił się w zawodzie w drukarni Uniwersytetu Jagiellońskiego. Ukończył studia w Instytucie Technicznym w Krakowie. W 1846 uzyskał tzw. patent drukarski i przybył do Radomia. Rozpoczął pracę w zakładzie drukarskim W. Stokowskiego, który znajdował się przy ówczesnej ulicy Lubelskiej, obecnej Żeromskiego, pod numerem 28. W 1848 podjął dalszą naukę w Krakowie. Powrócił do Radomia w 1857 i przy współpracy z teściem z czasem przejął zakład pryncypała przekształcając go w potężne przedsiębiorstwo.
Drukarnia Trzebińskiego zasłynęła wydawaniem licznych regionaliów, tak prasy jak i publikacji książkowych (m.in. opracowania ks. Jana Wiśniewskiego).
Jan Kanty Trzebiński zmarł w Radomiu i został pochowany na tamtejszym cmentarzu rzymskokatolickim.
W uznaniu zasług dla miasta i regionu jedną z ulic Radomia nazwano jego imieniem. Dawny budynek drukarni został wpisany do rejestru zabytków (9/A/79 z 15 października 1979).